# ألما لينكس
ألما لينكس (بالإنجليزية: AlmaLinux)‏ هي توزيعة لينكس حرة ومفتوحة المصدر من تطوير مؤسسة ألما لينكس، وتهدف لأن تكون متوافقة ثنائيًا مع ريد هات إنتربرايز لينكس. اسم ألما لينكس يأتي من كلمة "alma" الإسبانية، والتي تعني روح.
أُطلق أول إصدار من التوزيعة في 30 مارس 2021.